# Bulantjostsveri
Bulantjostsveri (georgiska: ბულანჩოსწვერი) är ett berg i Georgien. Det ligger i den nordöstra delen av landet, i regionen Kachetien. Toppen på Bulantjostsveri är 3 255 meter över havet.